# Boudewijn van Ninove
Boudewijn van Ninove (fl. midden of eind 13e eeuw)  was een reguliere kanunnik van abdij van Sint-Cornelius en Sint-Cyprianus van Ninove en kroniekschrijver.
Boudewijn schreef een geschiedwerk dat hij oorspronkelijk begon als een wereldkroniek maar dat uitmondde in een lokale kroniek, waarin hij de gebeurtenissen vanaf de geboorte van Christus tot het jaar 1254 beschreven. Zijn werk werd vervolgens voortgezet door een anonieme auteur voor de periode tot in 1294, en kende nog een voortzetting tot het jaar 1358. Zijn kroniek is vooral interessant met betrekking tot pausen, keizers, het Heilige Land, Ninove en haar omgeving, alsook de geschiedenis van de abdij van Ninove.

## Uitgaven
- J.-J. De Smet (ed.), Recueil des chroniques de Flandre - Corpus chronicorum Flandriae, II, Brussel, 1841, pp. 587-746. (Enige volledige uitgave van de tekst op basis van de autograaf.)
- O. Holder-Egger (ed.), Monumenta Germaniae Historica, Scriptores XXV, Hannover, 1880, pp. 515-556.